# أبو الهول الصقري

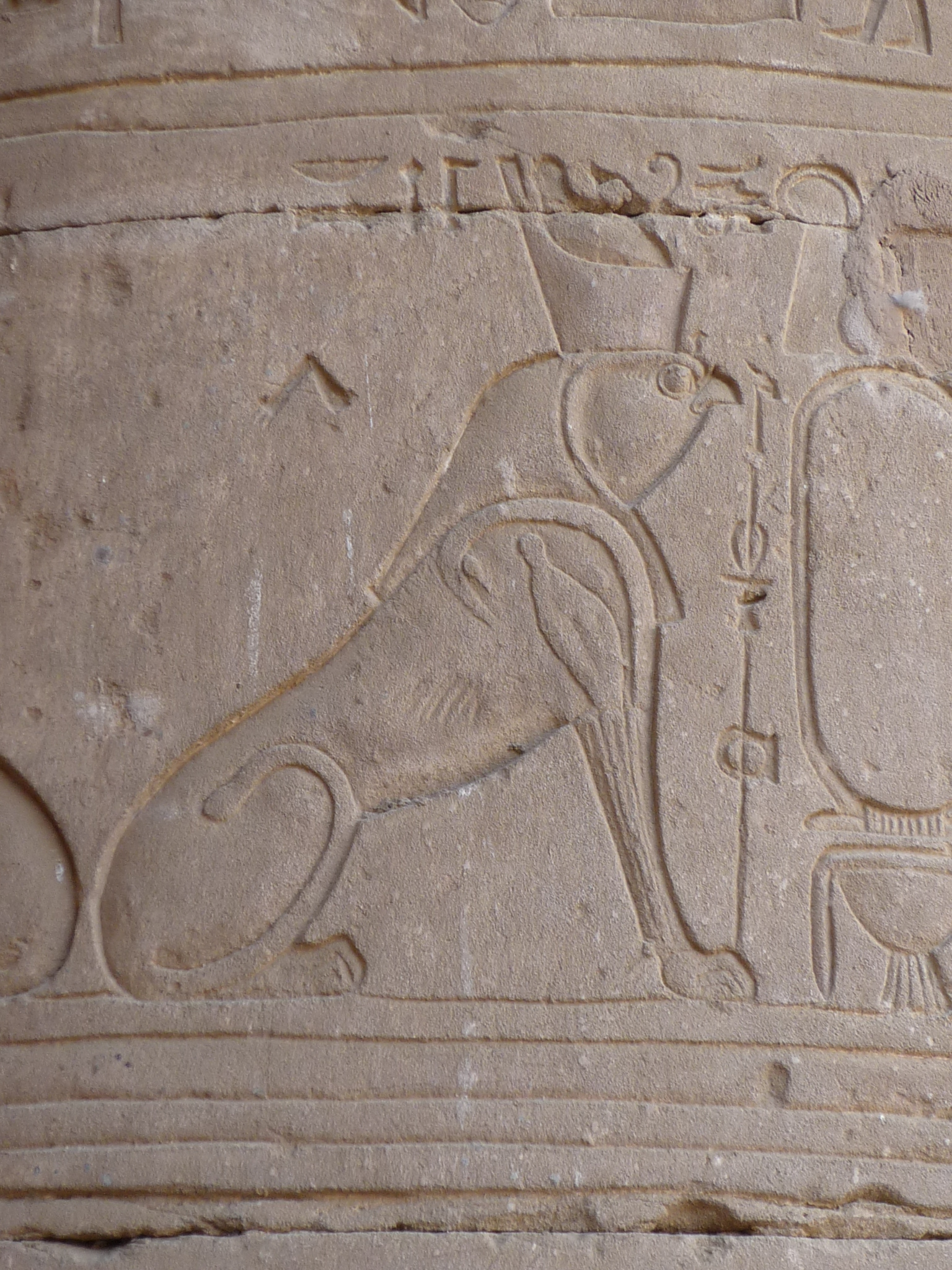
نقش جداري لحورس في معبد إدفو، مصر

أبو الهول الصقري ((بالإغريقية: ἱερακόσφιγξ)‏) هو كائن أسطوري موجود في المنحوتات المصرية وفي علم شعارات النبالة الأوروبي. كان الإله حور الأكبر ("حورس الكبير") عادةً ما يُصوَّر كأبو الهول الصقري. اسم "أبو الهول الصقري" يأتي من اليونانية Ιερακόσφιγξ، وهي من ἱέραξ (hierax "الصقر") + σφίγξ ("أبو الهول").

## الوصف
يتميز أبو الهول الصقري برأس الصقر وجسم الأسد. الاسم اُبتكر بواسطة هيرودوت لوصف تماثيل أبو الهول برؤوس الصقور التي رآها في مصر؛ والنوع الآخر هو أبو الهول برأس الكبش الذي سماه هيرودوت أبو الهول الكباشي ((بالإغريقية: Κριόσφιγξ)‏).

## في الثقافة الشعبية
أبو الهول الصقري هو اسم لورقة وحش في لعبة يوغي يو! (مبارزة الوحوش).
في لعبة استراتيجية الوقت الحقيقي (عصر الميثولوجيا)، عبادة الإلهة باستت تسمح للاعبين بترقية تماثيل أبو الهول العادية إلى أبو الهول الصقري.

## روابط خارجية
- مقارنة بين أبو الهول الصقري وأنواع أخرى من تماثيل أبو الهول